# 李菡 (清朝)
李菡（1796年—1863年），字豐垣、號豐順、滋园，諡文恪，直隸省順天府寶坻縣（今天津市宝坻区）人，清朝政治人物，進士出身，官至工部尚书。

## 生平
于嘉庆元年丙辰（1796）农历二月初一日戌时生于直隶宝坻，嘉慶二十三年，鄉試中舉。道光二年，登進士，改翰林院庶吉士。道光三年，任翰林院編修。道光十二年，任會試同考官、四川鄉試副考官。道光十七年，任右贊善、順天鄉試同考官。道光十八年，任洗馬、侍講、侍讀、侍講學士。道光二十年，任日講起居注官、翰林院侍讀學士。道光二十一年，任少詹事、安徽學政。道光二十三年，任光祿寺卿。道光二十四年，任通政使。道光二十五年，任左副都御史。咸豐元年，署禮部左侍郎。咸豐三年，署兵部右侍郎。咸豐四年，任兵部右侍郎、兵部左侍郎、倉場侍郎。咸豐十年，任工部右侍郎。咸豐十一年，任吏部左侍郎、經筵講官、實錄館副總裁，兼署礼部侍郎。同治元年，任工部尚書。卒于同治二年癸亥（1863）农历二月初八日辰时，享年六十八岁。

## 家族
父亲：李光先，宝坻人，赣州府知府署理吉南赣宁兵备道；
母亲：赵氏，宝坻人，大口屯镇赵培元之女；
妻：卢氏，涿州人，卢圻之女，封一品夫人，生于嘉庆四年己未（1799）农历三月二十九日辰时，卒于同治四年乙丑（1865）农历三月初五日，享年六十七岁；
子：李德良、李德坊、李德垣、李德堂、李德城；
孙：李桂攀、李桂联、李桂衡、李桂纶、李桂一、李桂良、李同良、李五良